# Royal Quest
Royal Quest er et fantasi MMO RPG computerspil udviklet af Katauri Interactive og 1C Online Games. Spillerne er i stand til at spille i både PvE- og PvP modes indeni en fantasi- og teknologi baseret verden.

## Udvikling
Spillet blev annonceret den 22. oktober 2010. 
Open beta af den russiske version blev lanceret den 10. april 2012.
Open beta af den engelske version blev gjort tilgængelig via Steam siden 4. august 2014 (tidlig adgang siden 31. juli 2014). 
Royal Quest er blevet udgivet  8. december 2015 i Rusland og 23. december  2015 i verden.
I øjeblikket er den engelske version af spillet tilgængelig via Steam, ARC og stand-alone klient downloades fra den officielle hjemmeside.

## References
1. ↑  Walker, John (2010-08-22). "King's Bounty Devs Announce Royal Quest". Rock, Paper, Shotgun. Hentet 2014-08-14.

| computerspil | Spire Denne computerspilsrelaterede artikel er en spire som bør udbygges. Du er velkommen til at hjælpe Wikipedia ved at udvide den. |